# Stéphane Metzger
Stéphane Metzger (ur. 2 kwietnia 1973 w Paryżu) – francuski aktor. 

## Życiorys
Ukończył Konserwatorium Sztuki Dramatycznej.
W wieku 17 lat pracował w lokalnej stacji radiowej w Grenoble. Przyjechał do Paryża, gdzie w 1995 roku wstąpił do Konserwatorium Sztuki Dramatycznej.

## Wybrana filmografia
- 1997: Zabójca(y) (Assassin(s)) jako Franck (w sitcomie)
- 1997: Doberman (Dobermann) jako Olivier Brachet/Sonia
- 1998: Mężczyzna jest kobietą jak każdy (L'homme est une femme comme les autres) jako Daniel Baumann
- 1999: Dziewczyna na moście (La Fille sur le pont) jako włoski kelner
- 2003: Najlepsi z najlepszych (Michel Vaillant) jako Dan Hawkins
- 2004: 36 (36 Quai des Orfèvres) jako Smao